# Яким Середа
Середа Миколай Якимович (приблизно 1797 — приблизно 1852) — Вятський губернатор (1843—1851).
Народився в Полтавській губернії в шляхетській родині. Освіту здобув в дворянському полку при 2-му кадетському корпусі. Брав участь у військових діях на Кавказі. З 1830 року служив в Оренбурзькому військовому окрузі.
1843 року був призначений Вятським губернатором. Свою діяльність на посаді губернатора почав з того, що навів порядок у присутственних місцях і судових установах. За участю Середи була відроджена діяльність статистичного комітету. У 1848—1849 рр. він вжив енергійних заходів проти епідемії холери. За спогадами сучасників, відрізнявся строгістю до підлеглих і був чудовим адміністратором. Мав чин дійсного статського радника.
У 1851 році він був призначений командиром Башкирсько-мещерякського війська в Оренбурзькій губернії з підвищенням до генерал-майорів.
Михайло Салтиков-Щедрін з великою повагою писав про Середу і списав з нього образ генерала Голубовицького — одного з небагатьох своїх позитивних героїв.
Син Я. Середи, Микола Середа (1840—1915) довгий час (з 1875 по 1901) був міським головою Оренбурга.